# Tiếng Hindi Bombay
Tiếng Hindi Mumbai, còn được gọi là Hindi Mumbaiya, Bambaiyya, Mumbaiyya hoặc Hindi-Urdu Mumbai, là một phương ngữ tiếng Hindi-Urdu được nói ở Mumbai (trước đây là Bombay), Ấn Độ. Phương ngữ này kết hợp các từ và cách phát âm chủ yếu từ tiếng Hindi và tiếng Urdu, được gọi chung là tiếng Hindi-Urdu hoặc tiếng Hindustan. Ngoài ra, ảnh hưởng lớp nền chiếm ưu thế ở Bombay là tiếng Marathi, phản ánh vị trí của Mumbai trong một khu vực nói tiếng Marathi rộng hơn, Maharashtra. Tiếng Hindi cũng có các yếu tố của tiếng Gujarat và tiếng Konkan.

## Tổng quan
Trong khi nhiều phương ngữ đã phát triển ở các thành phố trên khắp thế giới, tiếng Hindi Bombay được biết đến rộng rãi trên khắp Ấn Độ là kết quả của việc sử dụng thường xuyên trong các bộ phim Bollywood. Ban đầu, phương ngữ này được sử dụng để đại diện cho kẻ gian và nhân vật lạ. Theo nhà phê bình phim Shoma A. Chatterji, "Phim Ấn Độ có chất lượng độc đáo vì các nhân vật khác nhau nói các loại tiếng Hindi khác nhau theo địa vị xã hội, đẳng cấp, bản sắc chung của họ, trình độ văn hoá, nghề nghiệp, tình trạng tài chính, vv [... ] Những tên côn đồ trong nhân vật phản diện, nói một cách rất thô tục, tiếng Hindi Bambaiya được 'pha chế' đặc biệt để thể hiện các nhân vật như vậy trong điện ảnh Hindi." Tuy nhiên, gần đây, Hindi Bambaiya đã trở nên nổi tiếng, đặc biệt với sự thành công của các bộ phim Munnabhai, trong đó các nhân vật chính - là thành viên của thế giới ngầm tội phạm Mumbai - nói hoàn toàn theo phương ngữ này, đã góp phần truyền bá phương ngữ.
Mặc dù sự phổ biến đang gia tăng, việc sử dụng phương ngữ này bị nhiều chỉ trích và đôi khi được coi là thiếu tôn trọng và hạ thấp.